# Vireolanius pulchellus
El vireón esmeralda (en México y Nicaragua) (Vireolanius pulchellus), también conocido como vireón verde (en Honduras y México), vireón esmeraldino (en Costa Rica), vireón esmeraldo (en México) o follajero esmeralda, es una especie de ave paseriforme de la familia Vireonidae perteneciente al género Vireolanius. Es nativo de México y América Central.

## Distribución y hábitat
Se distribuye desde el sureste de México, por Belice, Guatemala, Honduras, Nicaragua, Costa Rica, hasta el centro de Panamá. También en Colombia y El Salvador.
Su hábitat natural incluye bosque húmedo tropical y subtropical.

## Descripción
Mide 14 cm de longitud y pesa 30 g. El pico grueso y ganchudo. El macho tiene la frente, la nuca y el área orbital de color azul brillante; la corona y las mejillas verdes teñidas con azul; el resto de la región superior es verde brillante, con matices oliva en las alas y la cola; la garganta es amarilla brillante, con la barbilla más blancuzca; el resto de la región inferior es verde amarillento, con tinte oliva en los flancos, que se hace amarillo en la parte baja del vientre y las coberteras infracaudales. La hembra presenta menos azul en la cara y la corona y su barbilla siempre es amarilla.

## Alimentación
Se alimenta de insectos, principalmente los que son relativamente largos y las orugas. También consume bayas y semillas ariladas.

## Sistemática

### Descripción original
La especie V. pulchellus fue descrita por primera vez por los ornitólogos británicos Philip Lutley Sclater y Osbert Salvin en 1859 bajo el mismo nombre científico; la localidad tipo es: «Guatemala».

### Taxonomía
En el pasado, la presente especie ha sido colocada por algunos autores en un género separado Smaragdolanius, junto a Vireolanius leucotis y V. eximius. Posiblemente forma una superespecie con V. eximius y a menudo son tratadas como conespecíficas, siendo muy similares en plumaje y vocalización; pero no se conocen cruzamientos entre las dos donde sus zonas de distribución se aproximan en el este de Panamá. La subespecie propuesta dearborni (descrita desde el centro sur de Guatemala) requiere substanciación y es actualmente tratada como sinónimo de la nominal.

### Subespecies
Según la clasificación del Congreso Ornitológico Internacional (IOC) (Versión 6.2, 2016) y Clements Checklist v.2015,  se reconocen 4 subespecies, con su correspondiente distribución geográfica:
- Vireolanius pulchellus ramosi Phillips, AR, 1991 - sureste de México (sur de Veracruz al este hasta el centro norte de Chiapas y Quintana Roo, al sur hasta el este de Oaxaca).
- Vireolanius pulchellus pulchellus Sclater & Salvin, 1859 - sureste de México (sureste de Campeche, suroeste de Quintana Roo), Guatemala (excepto tierras altas del centro), Belice y pendientes caribeñas de Honduras y norte de Nicaragua.
- Vireolanius pulchellus verticalis Ridgway, 1885 - Nicaragua (pendiente caribeña), Costa Rica y oeste de Panamá (este de Veraguas).
- Vireolanius pulchellus viridiceps Ridgway, 1903 - centro de Panamá (al este hasta la provincia de Panamá).